# Луполянский, Ури
Ури Луполянский (ивр. אורי לופוליאנסקי‎; род. 1951, Хайфа) — израильский общественно-политический деятель, лауреат Государственной премии Израиля (1994). С 2003 по 2008 год был мэром Иерусалима от партии Дегель Тора.

## Биография
Родился в Хайфе в семье выходцев из Польши. Учился в Школе Явне в Хайфе, затем в Негевской йешиве, служил в армии Израиля, работал преподавателем религиозной школы в Иерусалиме.
В 1976 году основал добровольную благотворительную организацию «Яд Сара» (Память Сары) в честь своей бабушки, погибшей в концлагере во время Холокоста. В этой организации служат добровольцы, и она оказывает медицинские услуги и другую помощь больным, одиноким и престарелым. В настоящее время в организации работают около 6000 добровольцев, она имеет 96 филиалов, и обслуживает людей независимо от вероисповедания — то есть как иудеев, так и мусульман, христиан и друзов. Вначале организация давала напрокат увлажнители воздуха и ингаляторы, однако на сегодняшний день «Яд Сара» — одна из самых крупных добровольных благотворительных организаций в Израиле, которая предоставляет широкий спектр услуг; тем не менее, прокат медицинского оборудования является основной услугой организации по сей день.
Депутат городского совета Иерусалима с 1989 года. Занимал должности заместителя мэра, председателя комитета по планированию и строительству, отвечал за Портфель семейных услуг и общин. Кроме того, он является членом Национального комитета по строительству и планированию, а также комитета по развитию святых мест. Женат, имеет 12 детей.
14 апреля 2010 года был арестован полицией по подозрению в получении взятки по делу о проекте Холиленд.
31 марта 2014 признан виновным в коррупции по делу строительной компании Holyland